# 喀拉布拉镇
喀拉布拉镇，是中华人民共和国新疆维吾尔自治区伊犁哈萨克自治州新源县下辖的一个乡镇级行政单位。
2012年3月30日，新疆维吾尔自治区人民政府批复同意撤销喀拉布拉乡建制，设立喀拉布拉镇。

## 行政区划
喀拉布拉镇下辖以下地区：
喀拉布拉村、昆托别村、开买阿吾孜村、克孜勒塔勒村、阿克托汗村、阿克奥依村、吉也克村、阿克其村和马场总支。